# نقص الجلوبيولين المناعي جي
نقص الغلوبيولين المناعي جي (بالإنجليزية: IgG deficiency)‏ هو شكل من أشكال خلل جاماغلوبولين الدم؛ يحدث فيها نقص في مستويات الجلوبيولين المناعي جي. غالبًا ما يكون النقص شائعًا عند الأطفال ويعُرف بنقص جاما جلوبولين الدم العابر للرضع (THI)؛ الذي قد يحدث مع أو بدون انخفاض في مستويات الجلوبيولينات المناعية الأخرى مثل IgA أو IgM .
ينقسم الجلوبيولين المناعي IgG إلى أربعة فئات فرعية: (IgG 1 IgG 2 ، IgG 3 ، IgG 4). من الممكن أن يكون النقص في جميع الفئات أو نقص في فئة فرعية محددة.  الشكل الرئيسي الأكثر شيوعاً لنقص IgG هو (IgG 2 ، IgG 3) كما أن نقص IgG 4 شائع جدًا ولكنه عادة ما يكون بدون أعراض.
توجد IgG1 IgG3 ، IgG2 ، IgG4 في مجرى الدم بنسبة (60-70%)، (20-30%)،(5-8%)، (1-3 %) على التوالي.
عادة لا يتم تشخيص نقص IgG حتى سن 12 عامًا. بعض مستويات IgG مثل IgG4 توجد بنسب ضئيلة مما يجعل من الصعب تحديد ما إذا كان النقص موجودًا بالفعل.